# سرگئی ایلیوشین
سرگئی ولادیمیروویچ ایلیوشین (به روسی: Сергей Владимирович Ильюшин) (زاده ۳۰ مارس ۱۸۹۴ - درگذشته ۹ فوریه ۱۹۷۷) کارآفرین، صنعتگر و مهندس هوافضا روس بود، که در سال ۱۹۳۳ شرکت ایلیوشین را بنیان گذارد.